# Elexis Monroe
Elexis Monroe, née le 8 mars 1979 dans le comté de San Bernardino en Californie et connue également sous le nom de Savannah James, est une actrice pornographique lesbienne et productrice américaine de films pornographiques.

## Biographie
En 2008, elle a été nommée aux AVN Awards pour la meilleure scène entre filles et en 2012 aux XBIZ Awards pour une performance MILF. Elle réalise son premier film pour adultes, Elexis and Her Girlfriends 2, en 2011. Elle est spécialisée dans les scènes lesbiennes.

## Distinctions
Nominations
- 2008 AVN Award - Best All-Girl Sex Scene, video
- 2012 XBIZ Award - MILF Performer

## Filmographie sélective
Actrice
Le nom du film est suivi du nom de ses partenaires lors des scènes pornographiques.
- 2003 : Women Seeking Women 6 avec Alicia Silver
- 2004 : Women Seeking Women 7 avec Michelle St. James
- 2005 : Pussy Party 9 avec Avy Lee Roth, Cytherea, Michelle Lay, Naudia Nyce, Nicki Hunter, Roxanne Hall et Tiana Lynn (scène 1)
- 2005 : The 4 Finger Club 22 avec Majestic
- 2005 : Women Seeking Women 11 avec Nikki Loren
- 2005 : Women Seeking Women 13 avec Veronica Snow
- 2005 : Women Seeking Women 14 avec Michelle Lay
- 2005 : Women Seeking Women 15 avec Marlena
- 2005 : Women Seeking Women 16 avec Puma Swede
- 2005 : Pussyman's Decadent Divas 27 avec Marlena
- 2005 : Women Seeking Women 18 avec Celeste Star
- 2006 : Women Seeking Women 23 avec Michelle Aston et Veronica Snow (scène 4)
- 2006 : Women Seeking Women 27 avec Kelly Leigh
- 2006 : Women Seeking Women 28 avec Sydni Ellis alias Nica Noelle
- 2007 : Women Seeking Women 31 avec Autumn Moon
- 2007 : Road Queen 4 avec Annabelle Lee (scène 3) ; avec Lone Star (scène 4)
- 2007 : Lesbian Seductions: Older/Younger 12 avec Keisha
- 2008 : Women Seeking Women 42 avec Jana Cova
- 2008 : Women Seeking Women 43 avec Bobbi Eden
- 2008 : Women Seeking Women 45 avec Penny Flame
- 2008 : Women Seeking Women 46 avec Emy Reyes
- 2008 : Women Seeking Women 48 avec Ann Marie Rios
- 2008 : Road Queen 5 avec Porsche Lynn
- 2008 : Road Queen 6
- 2008 : Road Queen 7 avec Zander Lin (scène 1) ; avec Dana DeArmond (scène 3)
- 2008 : Road Queen 8 avec Cala Craves
- 2008 : Girls Kissing Girls 1 avec Annabelle Lee (scène 2) ; avec Mz. Berlin (scène 4)
- 2009 : Women Seeking Women 50 avec Natalia Rossi
- 2009 : Women Seeking Women 53 avec Deauxma
- 2009 : Women Seeking Women 55 avec Faith Leon
- 2009 : No Man's Land: Girls in Love 3 avec ?
- 2009 : Lesbian Adventures: Older Women Younger Girls avec Rachel Steel
- 2009 : Lesbian Adventures: Lingerie Dreams avec Mia Presley
- 2009 : Lesbian Adventures: I Love to Trib avec Anna Stevens (scène 2) et Georgia Jones (scène 4)
- 2009 : Girls Kissing Girls 2 avec Puma Swede
- 2010 : Women Seeking Women 62 avec Prinzzess
- 2010 : Women Seeking Women 63 avec Heather Starlet
- 2010 : Women Seeking Women 67 avec Sinn Sage
- 2010 : Women Seeking Women 68 avec Brenda James
- 2010 : Mother-Daughter Exchange Club 17 (non sexuel)
- 2010 : Girls Kissing Girls 4 avec Sinn Sage
- 2010 : Girls Kissing Girls 6 avec Zoey Holloway
- 2010 : Budapest 1 avec Cameron Cruz
- 2010 : Budapest 2 avec Sandra Shine
- 2011 : Women Seeking Women 76 avec Zoe Britton
- 2011 : Road Queen 19 avec Shyla Jennings
- 2011 : Road Queen 20 avec Kara Price
- 2011 : Budapest 3 avec Brandy Smile
- 2011 : Budapest 4 avec Peaches
- 2011 : Budapest 6 avec Cindy Hope
- 2011 : Budapest 7 avec Sandra Shine (scène 1) et Sophie Moone (scène 2)
- 2011 : Budapest 8 avec Blue Angel (scène 1) et Dana Kelly (scène 4)
- 2012 : Women Seeking Women 81 avec Ashley Fires
- 2012 : Women Seeking Women 83 avec Samantha Ryan
- 2012 : Women Seeking Women 84 avec Sabrina Deep
- 2012 : Road Queen 24 avec Angie Noir
- 2012 : Budapest 9 avec Colette (scène 1) et Sandra Shine (scène 3)
- 2013 : Women Seeking Women 94 avec Dyanna Lauren
- 2014 : Women Seeking Women 102 avec Taylor Vixen
- 2014 : Women Seeking Women 105 avec Tanya Tate
- 2014 : Women Seeking Women 106 avec Melissa Monet
- 2014 : Women Seeking Women 107 avec Aiden Starr et Elise Graves
- 2014 : Women Seeking Women 110 avec India Summer
- 2014 : Women Seeking Women 112 avec Aaliyah Love
- 2015 : Women Seeking Women 115 avec Syren De Mer
- 2015 : Women Seeking Women 117 avec Hana Black
- 2015 : Lesbian Adventures: Strap-On Specialists 09 avec Morgan Lee
- 2015 : Women Seeking Women 121 avec Hana Black
- 2016 : Women Seeking Women 127 avec Mariah Milano
- 2016 : Lesbian Seductions: Older/Younger 54 avec Brenda James
- 2016 : Girls Kissing Girls 19 avec Vanessa Veracruz
- 2016 : Women Seeking Women 129 avec Karen Kougar
- 2016 : Lesbian Seductions: Older/Younger 55 avec Magdalene St. Michaels
- 2016 : Women Seeking Women 133 avec Allison Pierce
- 2016 : Lesbian Adventures: Older Women, Younger Girls 9 avec Abella Danger
- 2017 : Beautiful Bi-Sexual Girlfriends avec Jojo Kiss
- 2017 : Mom Swap avec Jelena Jensen et Lucie Cline
- 2018 : Lesbian Training Day 7 avec Skye West

Productrice
- 2011 : Elexis and Her Girlfriends 2
- 2012 : Lesbian Storytime Theater 1
- 2012 : Two Mommies
- 2013 : Mother-Daughter Lesbian Lessons

Scénariste
- 2011 : Elexis and Her Girlfriends 2
- 2012 : Lesbian Storytime Theater 1
- 2012 : ATK Pregnant Amateurs 4